# دانشگاه کانزاس سیتی
دانشگاه کانزاس سیتی (به انگلیسی: Kansas City University) یک مدرسه پزشکی خصوصی است که پردیس اصلی آن در کانزاس سیتی، میزوری است و یک پردیس دیگر در جاپلین، میزوری دارد. دانشگاه کانزاس سیتی که در سال ۱۹۱۶ تأسیس شد، یکی از مدرسه‌های پزشکی استئوپاتیک اصلی در ایالات متحده است و از هر دو کالج پزشکی استئوپاتیک و کالج علوم زیستی تشکیل شده‌است.

## بیمارستانهای آموزشی
- بیمارستان دانشگاه کانزاس
- بیمارستان کودکان مرسی